# Cytheropteron hopkinsi
Cytheropteron hopkinsi är en kräftdjursart som beskrevs av Brouwers 1994. Cytheropteron hopkinsi ingår i släktet Cytheropteron och familjen Cytheruridae. Inga underarter finns listade i Catalogue of Life.